# طابع جامايكا شعار الشوكولاتة والبنفسج
كان طابع جامايكا البريدي، الذي يحمل شعار الشوكولاتة والبنفسج، من الفترة 1956-1958، بقيمة جنيه إسترليني واحد، طابعًا بريديًا جامايكيًا مُخططًا له، ولكنه لم يُصدر. كان تصميم الطابع مطابقًا لطابع الملك جورج السادس، الصادر عام 1949، والذي صوّر مشهدًا لعمال يُلفّون السيجار يدويًا، ولكن مع استبدال صورة الملك جورج السادس بصورة الملكة إليزابيث الثانية. على الرغم من أن الطابع أُهمل بعد الطباعة ولم يُصدر، إلا أن هناك سبع نسخ منهُ موجودة. استُبدل بطابع بقيمة جنيه إسترليني واحد يُصوّر شعار جامايكا.